# 7193 Yamaoka
7193 Yamaoka este un asteroid din centura principală, descoperit pe 19 septembrie 1993, de Kin Endate și Kazuo Watanabe.